# Tell Me No Secrets...
Tell Me No Secrets... is de tiende aflevering van het dertiende seizoen van de televisieserie ER, die voor het eerst werd uitgezonden op 30 november 2006.

## Verhaal
Dr. Kovac krijgt een jong patiënte onder behandeling met een flinke bloeding in haar schaamstreek. Hij gaat ervan uit dat zij verkracht is, en ontdekt dat zij een dochter is van een vrouwelijke collega en licht haar in. Dr. Lockhart en dr. Rasgotra proberen erachter te komen wat er met haar gebeurd is. De waarheid schokt hen; zij blijkt de verwondingen zelf toegebracht te hebben door een traumatische ervaring uit haar verleden. Ondertussen ziet dr. Kovac dat Curtis Ames voor zijn appartement rond hangt. Hij richt zich tot de politie voor hulp. Als hij hoort dat zij niets kunnen doen, besluit hij zelf op hem af te stappen.  
Dr. Pratt weet nog steeds niet wat hij met zijn halfbroer Chaz aan moet, nu hij ontdekt heeft dat hij homoseksueel is. 
Dr. Lockhart ontmoet een oude bekende, die zij pas in een café ontmoet heeft.  
Op de SEH komt een nieuwe verpleger werken. Iedereen verwacht dat hij het werk niet aankan. 

## Rolverdeling

### Hoofdrollen
- Goran Višnjić - Dr. Luka Kovac
- Maura Tierney - Dr. Abby Lockhart
- Mekhi Phifer - Dr. Gregory Pratt
- Sam Jones III - Chaz Pratt
- Parminder Nagra - Dr. Neela Rasgrota
- Shane West - Dr. Ray Barnett
- John Stamos - Dr. Tony Gates
- Scott Grimes - Dr. Archie Morris
- Laura Innes - Dr. Kerry Weaver
- J.P. Manoux - Dr. Dustin Crenshaw
- Linda Cardellini - verpleegster Samantha Taggart
- Yvette Freeman - verpleegster Haleh Adams
- Angel Laketa Moore - verpleegster Dawn Archer
- Lyn Alicia Henderson - ambulancemedewerker Pamela Olbes
- Kip Pardue - Ben Parker
- Busy Philipps - Hope Bobeck
- Fred Ward - Eddie Wyczenski
- Glenn Plummer - Timmy Rawlins
- Malaya Rivera Drew - Katey Alvaro
- Charlayne Woodard - Angela Gilliam
- Stephanie Charles - Nicole

### Gastrollen (selectie)
- Michelle Hurd - Courtney Brown
- Forest Whitaker - Curtis Ames
- Paige Hurd - Danielle Davis
- Jordan Ballard - Trudy Grovener
- Jim Cantafio - rechercheur Lundberg
- Maile Flanagan - Elaine Martinelli
- Drew Fonteiro - Jared
- Breon Gorman - Mrs. Arrida
- Christopher Amitrano - politieagent Hollis